# Jane Eyre (film, 1934)
Pour les articles homonymes, voir Jane Eyre (homonymie).
Pour plus de détails, voir Fiche technique et Distribution.
Jane Eyre est un film américain sorti en 1934. Il s'agit d'un drame romantique, réalisé par Christy Cabanne, avec pour acteurs principaux Virginia Bruce et Colin Clive. Il reprend la trame du roman Jane Eyre publié en 1847 par Charlotte Brontë, dont il est la première adaptation sonore.

## Synopsis
À l'époque victorienne, une orpheline est engagée comme gouvernante au manoir de Thornfield Hall, où elle s'éprend de son employeur.

## Fiche technique
- Titre : Jane Eyre
- Réalisation : Christy Cabanne
- Scénario : Adele Comandini, d'après le roman Jane Eyre de Charlotte Brontë
- Direction artistique : Robert H. Planck
- Montage : Carl Pierson
- Musique : Abe Meyer, Mischa Bakaleinikoff
- Production : Ben Verschleiser
- Société de production et de distribution : Monogram Pictures
- Pays de production :  États-Unis
- Langue : anglais
- Format : Noir et blanc - 35 mm - 1,37:1 - Son mono
- Genre : Drame romantique
- Durée : 62 minutes
- Dates de sortie :
  - États-Unis : 15 août 1934

## Distribution
- Virginia Bruce : Jane Eyre
- Colin Clive : Edward Rochester
- Beryl Mercer : Mme Fairfax
- David Torrence : M. Brocklehurst
- Aileen Pringle : Blanche Ingram
- Edith Boursiers : Adele Rochester
- Jean Darling : Jane Eyre enfant
- Lionel Belmore : Lord Ingram
- Jameson Thomas : Charles Craig
- Ethel Griffies : Grace Poole
- Claire Du Brey : Bertha Rochester
- William Burress : le prêtre
- Joan Standing : Daisy
- Richard Quine : John Reed

Acteurs non crédités
- Anne Howard : Georgiana Reed
- Olaf Hytten : bijoutier
- Clarissa Selwynne : Mme Reed
- William Wagner : Halliburton

## Production
Le tournage a débuté le 17 mai 1934 aux Hollywood Center Studios.

## Bande sonore
Le personnage d'Adele chante au cours du film :
- le « Chœur nuptial » de l'opéra Lohengrin de Richard Wagner ;
- la chanson My Bonnie Lies over the Ocean.

### Réception
Le critique Leonard Maltin attribue au film deux étoiles sur quatre. Il le décrit comme une « version peu consistante du roman souvent adapté de Brontë, étonnamment produite par Monogramme [...] Pourtant, il n'est pas inintéressant si on le regarde comme une curiosité. »